# Karl von Spitzemberg

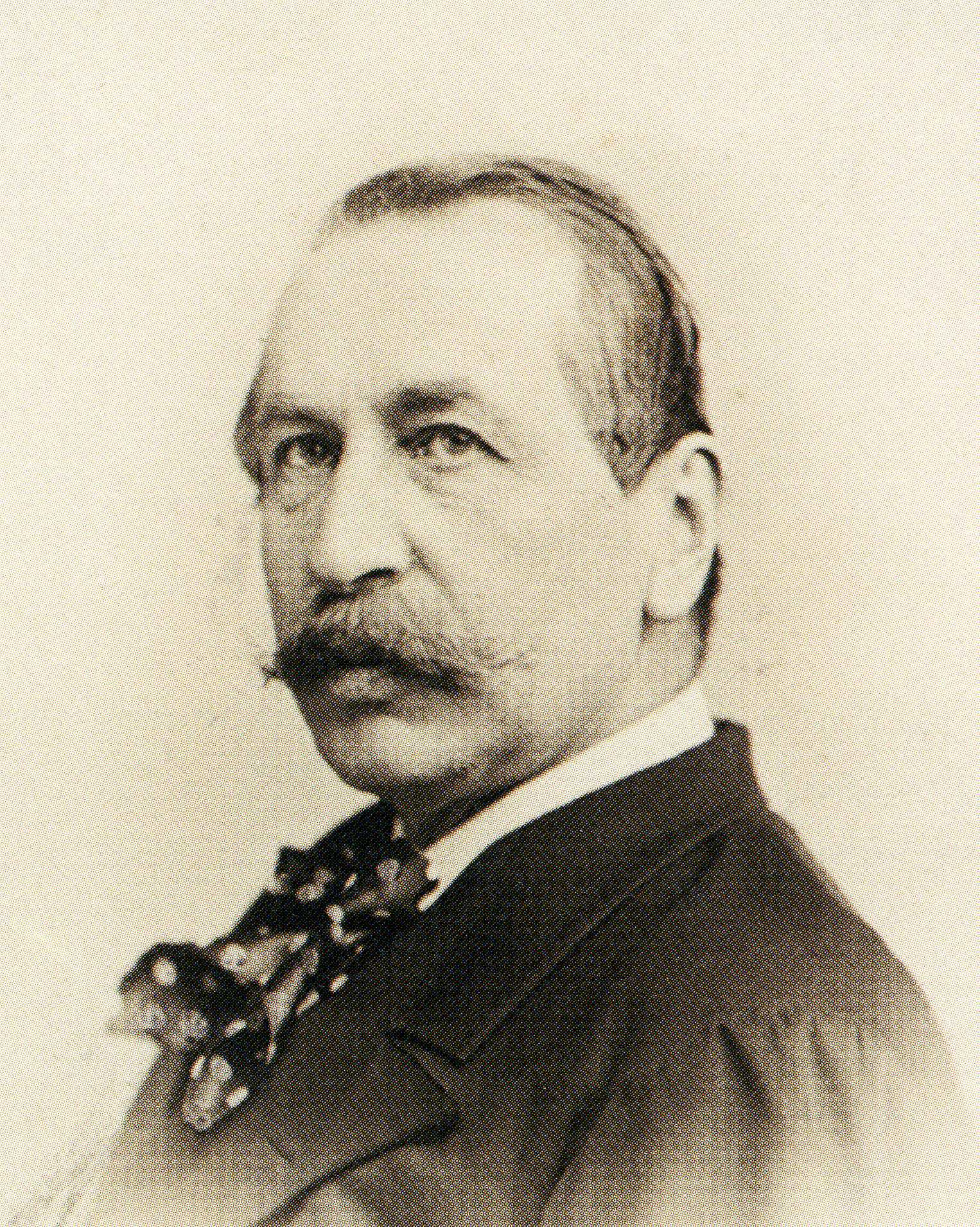
Porträtfotografie von Karl von Spitzemberg (vor 1880) des Fotoateliers Loescher & Petsch in Berlin.

Friedrich Heinrich Karl Freiherr von Spitzemberg (* 19. September 1826 in Stuttgart; † 13. Dezember 1880 in Berlin) war ein deutscher Diplomat. Spitzemberg war königlich württembergischer Gesandter im Russischen Kaiserreich, in der Schweiz und im Königreich Preußen sowie württembergischer Bevollmächtigter beim Zollbundesrat und später beim Bundesrat des Deutschen Kaiserreiches. Er war der Ehemann von Hildegard von Spitzemberg, die durch ihr Tagebuch, eine in der Historiographie vielfach zitierte und aus unmittelbarem Erleben verfasste Quelle für die deutsche Politik- und Kulturgeschichte zwischen der Reichsgründung und dem Ersten Weltkrieg, große Bekanntheit erlangte.

## Leben

Wappen der Familie von Spitzemberg.

### Familie

#### Herkunft
Friedrich Heinrich Karl Freiherr von Spitzemberg entstammte dem Adelsgeschlecht von Spitzemberg (ab 1893 auch Hugo von Spitzemberg), eine Familie die ursprünglich aus dem Herzogtum Lothringen kam. Deren Angehörige erhielten im Januar 1535 den lothringischen Adelsstand. Charles Hyacinth Hugo wurde am 20. November 1736 in den lothringischen Ritterstand erhoben. Er heiratete Anna l'Huiller de Spitzemberg und führte seit dem das Prädikat von Spitzemberg.
Dessen Sohn Charles Louis Toussaint Baron Hugo de Spitzemberg (* 1736 in Saint-Dié-des-Vosges) diente als Offizier in der Österreichischen Armee und kämpfte unter anderem in fünf Feldzügen während des Siebenjährigen Krieges. Er nahm 1769 als Major seinen Abschied. 1793 wurde er ein Opfer der Französischen Revolution, aufständische Bauern erschlugen ihn im Schloss von St. Die. Seine Ehefrau Anne Marie Catherine de Bazelaire († 1820) und ihre Kinder flüchteten daraufhin in das benachbarte Württemberg, wo ihnen 1833 der Adels- und Freiherrenstand bestätigt wurde.

#### Eltern und Geschwister
Franz Xaver von Spitzemberg (* 21. Juli 1781 in Saint-Dié-des-Vosges; † 30. Mai 1864 in Stuttgart), ein Sohn von Charles Louis Toussaint und der erste Spitzemberg in württembergischen Diensten, wurde Generalleutnant in der Württembergischen Armee und Hofjägermeister. Er heiratete am 24. Oktober 1823 Elisabeth Juliane Caroline Charlotte (* 29. April 1803 in Berlin; † 15. Juli 1857 in Stuttgart), eine geborene Freiin von Massenbach und Staatsdame von Königin Pauline von Württemberg. Sie war eine Tochter des württembergischen Staatsrates sowie Direktor der Oberrechnungskammer Eberhard Freiherr von Massenbach (* 1760; † 1825).
Karl war einer von vier Söhnen des Paares, sein älterer Bruder Wilhelm (* 1825; † 1888) diente zuletzt als württembergischer General der Infanterie und Generaladjutant. Dessen Tochter Amélie von Soden wurde Landtagsabgeordnete.

### Beruflicher Werdegang

#### Ausbildung und erste Berufserfahrungen
Spitzemberg besuchte das Gymnasium in Stuttgart und begann ein Studium der Rechtswissenschaften an der Universität Tübingen und der Universität Bonn, das er an der Universität Heidelberg beenden konnte. Im Anschluss wurde er als Referendar in den württembergischen Justizdienst übernommen und war von 1851 bis 1853 Gerichtsaktuar am Oberamtsgericht Heilbronn und am Oberamtsgericht Stuttgart sowie von 1854 bis 1855 Assessorratsverweser beim Zivilamt des Gerichtshofes zu Ellwangen.
Der württembergische Außenminister Karl Eugen von Hügel berief Spitzemberg 1855 in sein Ministerium, der ihm bestätigte, das er Talent mit Kenntnissen und Fleiß verbinde und das er über die erforderliche Geschäftsgewandtheit verfüge die für den Eintritt in den diplomatischen Dienst nötig wäre. Er arbeitete zunächst als Legationssekretär bei der Gesandtschaft in Wien im Kaisertum Österreich und 1856 als solcher bei der Gesandtschaft in Paris im Französischen Kaiserreich.

#### Gesandter in Russland und der Schweiz

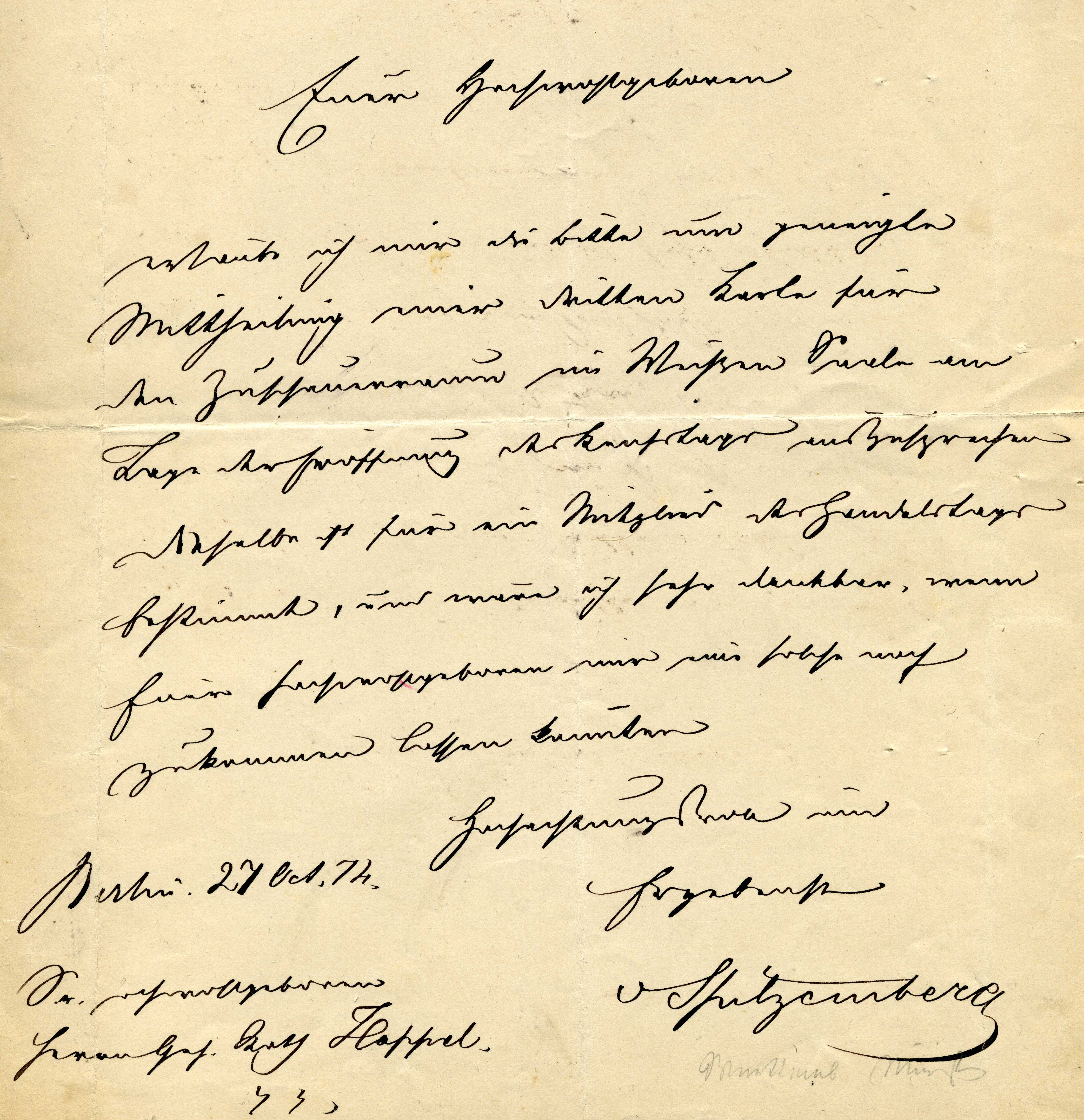
Eigenhändiger Brief von Karl von Spitzemberg vom 27. Oktober 1874 mit der Bitte an den Geheimen Kanzleirat Friedrich Bernhard Happel, Bürodirektor des Deutschen Reichstages, um eine weitere Besucherkarte anlässlich der Eröffnung des Reichstages am 29. Oktober 1874 im Weißen Saal des Berliner Schlosses.

Bereits 1860 wurde er zum Wirklichen Legationsrat befördert und zum Geschäftsträger der württembergischen Gesandtschaft in Sankt Petersburg in Russland ernannt. Der Posten hatte keine größere politische Bedeutung, allerdings hatte Spitzemberg eine protokollarische Sonderstellung auf Grund der engen dynastischen Verbindungen des Zarenhauses Romanow mit den Württembergern. Eine Beziehung, die 1846 durch die Heirat des Thronfolgers Karl von Württemberg mit der Zarentochter Olga noch vertieft wurde. In Sankt Petersburg kam Spitzemberg auch in engeren Kontakt mit Otto von Bismarck, der als preußischer Vertreter bis 1862 Gesandter am Zarenhof war. Beide verband seitdem mehr als nur eine kollegiale Zusammenarbeit, das Verhältnis wurde im Laufe der Zeit ein freundschaftliches.
Im Frühjahr 1865 nach Württemberg zurückgekehrt, konnte Spitzemberg im Juni 1865 für die Maschinenfabrik Esslingen und deren Gründer Emil Keßler einen Vertrag über die Lieferung von 34 Lokomotiven für die neugebaute Südrussische Bahn (die Strecke von Odessa nach Balta) vermitteln. Das Verhältnis zu Bismarck war nun so vertraut, dass der preußische Ministerpräsident im August 1865 auf der Rückfahrt von Bad Gastein, nach der Unterzeichnung der Gasteiner Konvention zwischen Preußen und Österreich über den weiteren Status der Elbherzogtümer, Spitzemberg und seine Ehefrau besuchte und ihn über den Inhalt des Vertrages unterrichtete. Anwesend war auch Karl von Varnbüler, Spitzembergs Schwiegervater, der im Herbst 1864 zum württembergischen Außenminister berufen wurde.
Im Herbst 1865 wurde Spitzemberg für kurze Zeit als Gesandter an die neu geschaffene württembergische Vertretung nach Bern in die Schweiz versetzt. Am 10. Oktober 1865 übergab er in einer feierlichen Zeremonie seine Creditive dem Schweizer Bundesrat und erhielt kurz darauf Besuch von Karl Schenk, dem Schweizer Bundespräsidenten. Die Versetzung von dem prunkvollen und aufwändigen Leben am Zarenhof in Sankt Petersburg nach Bern erlebten die Spitzembergs als starken Kontrast. Gleichwohl fiel ihnen der Abschied von den ruhigen und nüchternen Verhältnissen in der Schweiz und das Verlassen ihres Schlösslis nahe der schwäbischen Heimat nach nur einem Jahr schwer. Die württembergische Gesandtschaft in der Eidgenossenschaft bestand auch nur wenige Jahre, bereits 1873 wurde sie wieder aufgelöst.

#### Gesandter in Preußen und Bevollmächtigter zum Bundesrat
Mit dem Ende des Deutschen Krieges erhielt Spitzemberg auf Betreiben von Varnbüler im Herbst 1866 die Ernennung zum württembergischen Außerordentlichen Gesandten und Bevollmächtigten Minister nach Preußen in Berlin, zur besonderen Genugtuung von Bismarck, der dessen Wahl als württembergischen Vertreter ebenfalls befürwortete. Spitzemberg bezog nun, nach seiner Rangerhöhung zum Geheimen Legationsrat, ein etatmäßiges Jahresgehalt von 14.000 Gulden und war gleichzeitig als Gesandter in Dresden im Königreich Sachsen akkreditiert.
Das Königreich Württemberg war während des Deutschen Krieges einer der Verbündeten des Österreichischen Kaiserstaates, das aber zu den Verlierern des Krieges gehörte. Dass es dabei zu keinen größeren Nachteilen für Württemberg kam, lag vor allem an der Haltung Russlands. Die Zarenfamilie sah sich durch die engen verwandtschaftlichen Verbindungen mit den Württembergern verpflichtet, Einfluss auf Preußen auszuüben. Spitzemberg selbst war zusammen mit Varnbüler als Vertreter des Königreiches Württemberg an den Friedensverhandlungen mit Preußen in Berlin beteiligt, die am 18. August 1866 zum Abschluss eines Friedensvertrages führten. Württemberg musste keine Gebietsverluste hinnehmen und hatte lediglich eine Kriegskostenentschädigung von 8 Millionen Gulden zu zahlen. Bereits am 13. August 1866 schloss Württemberg als erster der Süddeutschen Staaten ein Schutz- und Trutzbündnis mit Preußen, dem sich in der Folge auch alle weiteren Staaten südlich der Mainlinie anschlossen.
Zu Beginn seiner Arbeit als Gesandter in Berlin war es ihm fast unmöglich den preußischen Ministerpräsidenten auch persönlich zu treffen. Informationen aus erster Hand waren aber für das württembergische Außenministerium bzw. die Regierung von größter Bedeutung. In einem Brief vom 13. Dezember 1866 an seinen Schwiegervater, dem württembergischen Außenminister und Minister des Königlichen Hauses Karl vom Varnbüler, schildert er die Probleme bei einem ersten Wiedersehen mit Bismarck in Berlin:

„Lieber Vater! Ich habe Dir geschrieben, daß eine Begegnung mit dem Grafen Bismarck auf dienstlichem Wege eigentlich unmöglich ist. Außer für die Botschafter ist der Graf für niemand sichtbar. Herr v. Thile [Staatssekretär Hermann von Thile] ist mit allen Geschäften beauftragt und der Minister hat nur die Angelegenheiten des Norddeutschen Bundes ausschließlich für sich reservirt. Demgemäß hatte Herr v. Thile die Weisung, alle Diplomaten strenge von dem Grafen ferne zu halten. Ich versuchte daher, mir andere Zugänge zu eröffnen, was schwer war, da auch die Gräfin [Bismarcks Ehefrau Johanna von Puttkamer] sich ebenso sehr abschließen zu wollen schien und der Portier des Auswärtigen Amtes jedermann mit der bestimmt lautenden Antwort abwies, die Gräfin empfange die Diplomaten noch nicht. Nach Verfluß einiger Tage verlangte ich angemeldet zu werden, allein ich traf es unglücklich, denn es war jetzt und mehrmals darauf die Gräfin jedesmal ausgefahren. Gestern endlich gelang es mir, Zutritt zu erlangen, nachdem ich vorher den beiden jungen Grafen [Bismarcks Söhne Herbert und Wilhelm] auf der Straße begegnet und ihnen aufgegeben hatte, meinen Besuch bei ihrer Mutter anzusagen. Ich wurde mit der alten Herzlichkeit empfangen und blieb so lange, bis auch der Graf erschien, eben im Begriffe, zum Vortrage bei dem Könige zu fahren. Er begrüßte mich in der gewohnten kordialen Weise und erwiderte mir, als ich ihm mein Bedauern aussprach, ihm nicht früher mich haben vorstellen zu können: ‚Ich bin noch nicht hier!‘ Er war in Generalsuniform und sein Aussehen gesunder, besser, frischer, als ich es je früher gefunden habe. Er erzählte mir, daß er körperlich ganz wohl sei, daß er aber mit Geschäften sich sehr schonen müsse und jede größere Anstrengung mit Schlaflosigkeit zu büßen habe. Die Folge sei dann eine erhöhte Reizbarkeit, unter der seine Kollegen und Beamten zu leiden haben. Trotz der strengsten Befehle, die er seinen Beamten bei Gefahr der Versehung auf dem Disziplinarwege nach den entferntesten Provinzen der Monarchie erteilt habe, niemand vorzulassen, dränge sich doch der eine oder andere ein, um ihn zu stören. Gestern habe gerade ein fremder General, der ohne Zweifel für Geld sich den Zutritt bei einem seiner Diener erkauft habe (denn er wisse, daß er ums Geld gezeigt werde), im Vorzimmer gewartet, als er seinem Kanzleidiener mit einem Schert Euch zum Teufel die Thüre gewiesen habe, was der General, dem es doch nicht gegolten, vielleicht auch auf sich bezogen habe. So fuhr er scherzweise fort, um zu zeigen, wie er von der Zudringlichkeit zu leiden habe und die kräftigsten Mittel zur Abwehr anwenden müsse. Aber, sagte er im Weggehen, wenn Sie geschmälzte Knödel (Verwechslung mit unseren Spätzlen) bei mir essen wollen, so sind Sie mir stets willkommen. Auch der Pfannkuchen soll nicht fehlen. Ich werde heute, wie früher in Petersburg, am Familientische bei ihm speisen und freue mich, daß trotz der veränderten Stellungen das persönliche Verhältnis dasselbe geblieben ist, und während der Diplomat, wie alle anderen, von seinem Kabinet ausgeschlossen ist, ich als alter Bekannter wie ehedem aufgenommen bin.“

1867 wurde er zusätzlich Vertreter Württembergs in der Länderkammer des Zollbundesrats. Die Ländervertretung wurde nach einer Reform des Deutschen Zollvereins neu geschaffen. Er war im Frühjahr 1867 an den Verhandlungen des erneuerten Zollvereinsvertrages beteiligt und war als württembergischer Vertreter einer der Mitunterzeichner des Vertrages. Für seine Verdienste erhielt Spitzemberg im Juni 1867 das Komturkreuz 1. Klasse des württembergischen Friedrichs-Ordens. Er war außerdem Träger des russischen Annenordens und Ehrenbürger von Cannstatt.
Nach der Entlassung von Karl von Varnbüler als württembergischer Staatsminister Anfang September 1870, war Spitzemberg einer der Favoriten von König Karl von Württemberg als Nachfolger für das Amt. Während eines persönlichen Empfangs lehnte er aber den Wunsch des Königs, auch nach dessen Bitte um Bedenkzeit und der Einflussnahme von Königin Olga, sofort ab. Mit der Reichsgründung im Frühjahr 1871 erfolgte Spitzembergs Berufung zum württembergischen Bevollmächtigten beim Bundesrat, wo er in den Ausschüssen für Handel und Verkehr, für auswärtige Angelegenheiten sowie im Ausschuss für das Reichsland Elsaß-Lothringen arbeitete. Er und seine Frau gehörten nun zum engsten Kreis der ständigen Gäste im Hause des Reichskanzlers, die auch mit Bismarcks Gattin Johanna von Puttkamer fast täglich Umgang hatten und mit ihr befreundet waren. Sie waren oftmals zu wichtigen Familienfesten der Bismarcks eingeladen, unter anderem zu den Geburtstagen und den Hochzeiten der Kinder. 1871 erhielt Spitzemberg die Ernennung zum württembergischen Staatsrat mit dem Titel Exzellenz, nachdem er bereits zuvor zum Kammerherren ernannt wurde.

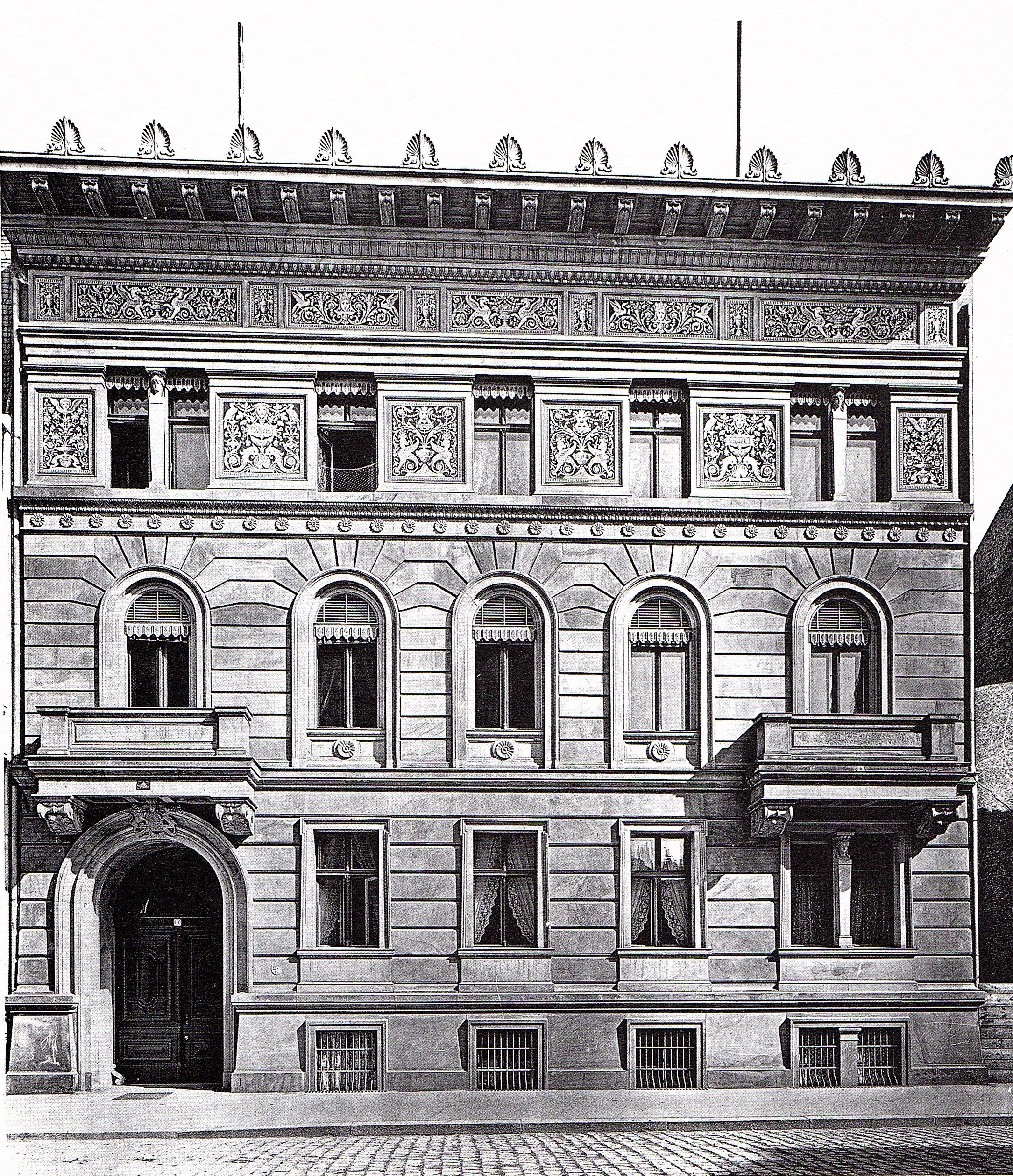
Die Württembergische Gesandtschaft in Preußen, errichtet ab 1873, in der Voßstraße 10 in Berlin.

Anlässlich der Weltausstellung 1873 in Wien wurde nach einem Beschluss des Bundesrates 1872 die Zentral-Kommission des Deutschen Reiches gegründet, der Spitzemberg als württembergischer Vertreter angehörte. Die Kommission war für die gesamte Organisation aller teilnehmenden deutschen Bundesstaaten an der Weltausstellung zuständig. Die Spitzembergs waren selbst mit einem Exponat bei der Weltausstellung vertreten. Das Porträtgemälde seiner Frau Hildegard, eine Auftragsarbeit, die Wilhelm von Kaulbach 1869 malte, war im Deutschen Pavillon des Kunsthofes der Expo ausgestellt.
Im Frühjahr 1873 sollte er in den Vorstand des neu geschaffenen Reichsinvalidenfonds mit einem zusätzlichen Gehalt von 1.500 Talern gewählt werden, was Spitzemberg aber ablehnte. Er hielt es für nicht angemessen, gleichzeitig Reichsbeamter und württembergischer Gesandter zu sein. Seiner schwäbischen Heimat auch in Preußen tief verbunden, war Spitzemberg ab 1875 Mitglied der Sektion Berlin des Deutschen und Österreichischen Alpenvereins. Eine weitere große Leidenschaft von ihm war die Malerei. Im Dezember 1876 wurden einige seiner Bilder, unter anderem 15 Aquarellskizzen und das Bild Helgoland, in einer Ausstellung der Öffentlichkeit gezeigt. Ursprünglich sollten die Werke anonym präsentiert werden, was aber nach den Geschäftsbedingungen der Galerie nicht möglich war.
Um dem gesteigerten Repräsentationsbedürfnis der Kaiserzeit gerecht zu werden, bemühte sich die württembergische Gesandtschaft Anfang der 1870er Jahre, einen entsprechenden neuen Standort in der Reichshauptstadt zu finden. Man musste auch die oftmals gleichzeitig in Berlin vertretenen Bundesratsgesandten standesgemäß unterbringen, ihnen Arbeitsräume zur Verfügung stellen und Räume für repräsentative Empfänge bieten. Der Württembergische Landtag genehmigte für den Kauf eines Gebäudes 350.000 Gulden bzw. 200.000 Taler. Im Frühjahr 1874 konnte dann ein Haus mit Grundstück und allem Zubehör für 151.000 Taler in der Voßstraße 10 erworben werden. Das Gebäude besaß drei Etagen und nach einem Umbau eine Kanzlei und Büros, einen Konferenzraum sowie eine Bibliothek. Des Weiteren waren Zimmer für die Bundesratsbevollmächtigten und, gegen Mietzins, Wohnräume für den Gesandten eingerichtet. Als Architekten konnte man den Regierungsrat Georg Wilhelm von Mörner gewinnen. Die Vertretung befand sich in unmittelbarer Nähe des Leipziger Platzes und der Wilhelmstraße mit dem Auswärtigen Amt und dem Reichskanzleramt sowie weiterer Bundesländervertretungen.

#### Tod und Bestattung
Karl von Spitzemberg starb am 13. Dezember 1880 im Alter von 54 Jahren in Berlin an einer Blutvergiftung. Noch Anfang Dezember 1880 waren er und seine Frau Hildegard und ihre Kinder für einige Tage zu Gast bei Bismarck in Friedrichsruh. Nach Berlin zurückgekehrt, unterzog sich Spitzemberg, der schon längere Zeit an Milz- und Leberproblemen litt, einer Operation, an deren Folgen er verstarb. Der eigentliche Grund war eine Erkrankung der Milz, verursacht durch einen Hundebandwurm.
Die Trauerfeier fand unter großer Anteilnahme in Berlin statt. Anschließend wurde er nach Stuttgart überführt und am 17. Dezember auf dem Pragfriedhof in Stuttgart-Nord im Erbbegräbnis der Familie Spitzemberg bestattet. Sein Grab ist erhalten. Der württembergische Finanzminister Karl von Riecke verfasste einen Nachruf auf ihn, der im Schwäbischen Merkur veröffentlicht wurde. Zum Nachfolger als württembergischen Vertreter in Berlin, ernannte man den seit 1872 in Wien arbeitenden Geheimen Legationsrat sowie Außerordentlichen Gesandten und Bevollmächtigten Minister Fidel von Baur-Breitenfeld.
Ein Teil von Spitzembergs schriftlichem Nachlass wird in der Datenbank Kalliope-Verbund unter der Signatur DE-611-BF-96563 geführt und ist dort seit März 2008 erfasst. Die Archivalien beinhalten zahlreiche Briefe von Staatsmännern, Generälen und Herrschern des 19. Jahrhunderts. So unter anderem von Kaiser Friedrich III., Otto von Bismarck, Helmuth von Moltke, Franz von Roggenbach und Albrecht von Roon. Nach Kalliope ist eine Archivangabe allerdings nicht möglich, der Verbleib im Archiv der Freiherrn von Ow-Wachendorf zu Buchholz in Waldkirch nicht bestätigt.

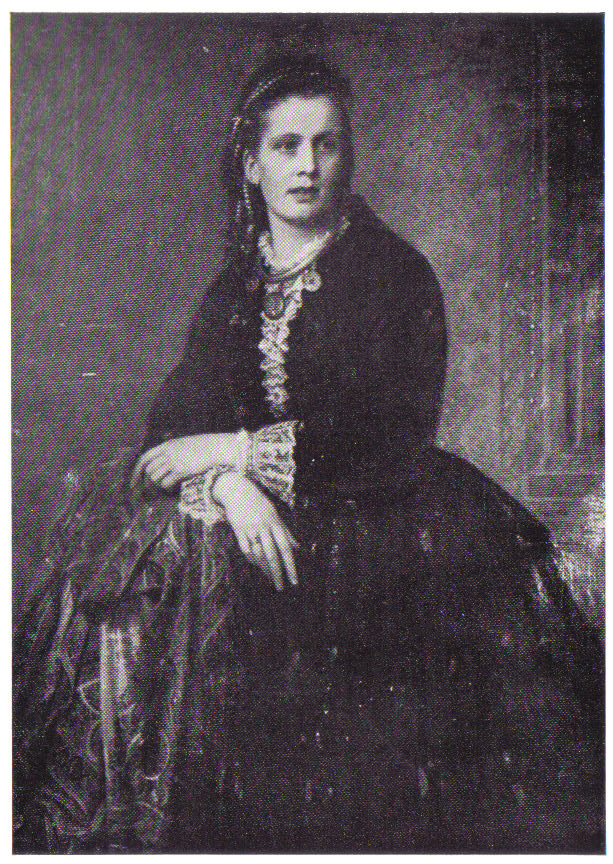
Hildegard von Spitzemberg (1869), die Ehefrau von Karl von Spitzemberg, Gemälde von Wilhelm von Kaulbach.

### Ehe und Nachkommen

#### Ehefrau Hildegard von Spitzemberg
Karl von Spitzemberg heiratete in Hemmingen am 15. Februar 1864 Hildegard Amalie Henriette Maria (* 20. Januar 1843 in Hemmingen), eine geborene Freiin von Varnbüler. Sie war die zweite Tochter von Karl von Varnbüler, dem Staatsminister im Königreich Württemberg und ab 1872 Mitglied des Reichstages und dessen Frau Henriette (* 1815; † 1902), geborene Freiin von Süßkind. Es gab zunächst Bedenken, dass die Ehe des katholischen Karl mit der lutherischen Hildegard den Familienzusammenhalt stören könnte, was sich aber als gegenstandslos erwies. Hildegards jüngerer Bruder Axel wurde Diplomat. Von ihren Schwestern heiratete Sophie (* 1844; † 1876) den Abgeordneten Nikolaus von Below und Elisabeth (* 1846; † 1910) den Abgeordneten Hermann von Erffa.
Hildegard führte seit ihrem zehnten Lebensjahr regelmäßig ein Tagebuch. Ihre ersten Eintragungen schrieb sie am 20. Januar 1854, die letzten Eintragungen erfolgten am 25. Januar 1914, fünf Tage vor ihrem Tod. In sechs Jahrzehnten füllte sie 68 Bände, gebundene Schreibhefte im Quartformat mit jeweils knapp 250 Seiten. Die Tagebücher, eine einzigartige kulturgeschichtliche Quelle aus dieser Zeit, wurden erstmals 1960 in Auszügen von Rudolf Vierhaus herausgegeben und veröffentlicht. Hildegard selbst wurde eine bedeutende Berliner Salonnière.
Nach dem frühen Tod ihres Mannes 1880 blieb Hildegard, die von der Familie und von Freunden auch liebevoll Higa genannt wurde, in Berlin und führte ihren Salon weiter. Sie war 37 Jahre alt, ging aber keine neue Ehe ein. Der Verlust ihres Mannes hat sie schwer erschüttert. Auch Bismarck war tief betroffen und sprach davon, dass Karl von Spitzemberg sein einziger Vertrauter im Bundesrat gewesen sei, an dem er eine große Stütze und Hilfe verliere. Er kondolierte der Witwe persönlich:

„Friedrichsruh, den 13. Dezember 1880; Gnädige Frau! Ich weiß keine Trostworte für so schwere Schickung wie die Ihrige, aber ich habe das Bedürfnis, Ihnen zu sagen, wie tief ich Ihren Schmerz mit Ihnen empfinde; nicht bloß in Freundschaft für Sie und die Ihrigen, auch im Gefühl eigenen Verlustes. In den zwanzig Jahren unserer ersten Begegnung in Petersburg haben unsere stets wohlthuenden und nie getrübten geschäftlichen und nachbarlichen Beziehungen sich zu einem Verhältnis freundschaftlichen Vertrauens entwickelt, wie es mir außerhalb meiner Familie nun zu niemand mehr verbleibt. In meinen Jahren füllt das Leben die Lücken nicht mehr, die der Tod in dem Kreise der Freunde macht, sie bleiben ungeschlossen. Der Gedanke an die beiden frohen Tage, die wir hier in der vorigen Woche zusammen verlebten, verschärft das Gefühl der Trauer von heut; aber doch danke ich Gott für diese wehmütige Erinnerung an eine letzte Begegnung. Meiner Frau und meine Gedanken sind ohne Unterlaß und in treuer Freundschaft bei Ihnen und Ihren Kindern. Ihren Herrn Vater grüße ich in herzlicher Teilnahme. v. Bismarck.“

Hildegard von Spitzemberg starb am 30. Januar 1914, im Alter von 71 Jahren, in Berlin. Sie wurde ebenfalls auf dem Stuttgarter Pragfriedhof im Erbbegräbnis der Familie Spitzemberg an der Seite ihres Mannes und ihres erstgeborenen Sohnes Karl beigesetzt. Auch ihre Bestattung ist erhalten.

#### Kinder und Enkel
Aus der Ehe von Karl und Hildegard gingen zwei Söhne und eine Tochter hervor, die alle protestantisch erzogen wurden. Der Erstgeborene Karl Wilhelm Maximilian (* 29. Oktober 1865 in Bern) starb bereits am 22. Januar 1869 im Alter von drei Jahren in Berlin. Sein jüngerer Bruder Lothar Hugo von Spitzemberg wurde Kammerherr der letzten Deutschen Kaiserin Auguste Victoria und preußischer Landrat. Er heiratete im Jahre 1900 Jutta Elisabeth Louise von Alten (* 19. Juli 1876 in Esbeck (Elze); † 27. April 1965), Tochter des preußischen Kammerherren und Offiziers Karl Georg Edmund von Alten-Linsingen. Gisela, eine Tochter des Paares, wurde Äbtissin des Klosters Isenhagen
Johanna (* 21. Juni 1877 in Hemmingen; † 23. Februar 1960 in Heidelberg), genannt Hanna und die einzige Tochter von Karl und Hildegard, hat den Herzog Ernst Günther von Schleswig-Holstein-Sonderburg-Augustenburg so beeindruckt, das er im Frühjahr 1896 die Absicht hatte sie zu heiraten. Ernst Günther, der am Berliner Hof bekannt war für seine zahlreichen Affären, war der jüngere Bruder von Kaiserin Auguste Viktoria und Schwager von Kaiser Wilhelm II. Da die Ehe nicht standesgemäß gewesen wäre, drohte das Kaiserhaus dem Herzog mit dem Entzug seiner Privilegien. Kaiser Wilhelm II. bemerkte in einem Brief an Axel Varnbüler von und zu Hemmingen, Hildegards Bruder und Johannas Onkel, das seine Nichte zu gut wäre für solchen Kerl. Die achtzehnjährige Johanna äußerte sich zudem, der Herzog sei ihr sehr unsympathisch und sie könne sich nicht vorstellen ihn jemals zu lieben. Ernst Günther nahm daraufhin Abstand von seinem Vorhaben. Johanna heiratete 1902 den Diplomaten Hans von Wangenheim. Aus der Ehe gingen zwei Töchter hervor.